# SN 2010aj
SN 2010aj – supernowa typu II-P odkryta 12 marca 2010 roku w galaktyce M-01-32-35. W momencie odkrycia miała maksymalną jasność 17,10m.